# Here Comes Trouble (1936)
Here Comes Trouble é um filme de comédia produzido nos Estados Unidos e lançado em 1936.
Foi lançado pela 20th Century Fox no dia 21 de fevereiro de 1936.